# Insensibles
Insensibles es una película de terror fantástico de 2012 y el debut como director de Juan Carlos Medina. La película es una producción conjunta entre España, Francia y Portugal y tuvo su estreno mundial el 8 de septiembre de 2012 en el Festival Internacional de Cine de Toronto. Insensibles está ambientada en Cataluña y sigue dos líneas argumentales diferentes, una ambientada durante la Guerra Civil Española y otra ambientada en la actualidad.

## Reparto
- Àlex Brendemühl como David
- Tómas Lemarquis como Berkano
- Ilias Stothart como Benigno niño
- Mot Stothart como Benigno adolescente
- Derek de Lint como Dr. Holzmann
- Ramon Fontserè como Dr. Carcedo
- Sílvia Bel como Judith
- Bea Segura como Magdalena
- Juan Diego como Adán Martel
- Félix Gómez como Adán Martel joven
- Irene Montalá como Anaïs
- Àngels Poch como Clara Martel
- Ariadna Cabrol como María
- Bruna Montoto como Inés niña
- Liah O'Prey como Inés adolescente

## Estreno
La película fue estrenada en Francia el 10 de octubre de 2012 y en España el 14 de junio de 2013.

## Recepción
Insensibles recibió reseñas generalmente mixtas de parte de la audiencia. En el sitio web agregador de reseñas Rotten Tomatoes, la película posee una aprobación de la audiencia de 41%, basada en más de 100 votos, con una calificación de 3.1/10.
En el sitio IMDb los usuarios le asignaron una calificación de 6.1/10, sobre la base de más de más de 3500 votos, mientras que en la página web FilmAffinity la película tiene una calificación de 5.2/10, basada en 1712 votos.